# Zuzana Zvolenská
Zuzana Zvolenská, geborene Pacúchová (* 27. Januar 1972 in Bratislava), ist eine slowakische Politikerin.

## Leben
Zuzana Zvolenská studierte an der Juristischen Fakultät der Comenius-Universität Bratislava. Sie arbeitete ab 1995 im Versicherungswesen und seit 2002 bei verschiedenen slowakischen Krankenkassen in führenden Positionen. Zvolenská war von April 2012 bis November 2014 parteilose Gesundheitsministerin in der zweiten Fico-Regierung, die nach den Wahlen von 2012 gebildet wurde.
Zvolenská ist verheiratet und hat ein Kind.